# Charlotte de Prusse
Frédérique-Louise-Charlotte-Wilhelmine de Hohenzollern (Frederica Louise Charlotte Wilhelmina von Hohenzollern), en allemand : Friederike Luise Charlotte Wilhelmine von Preußen, née le 13 juillet 1798 au château de Charlottenburg et morte le 1er novembre 1860 à Tsarskoïe Selo), est un membre de la maison royale de Prusse devenue, sous le nom d'Alexandra Féodorovna (ou Fiodorovna, en russe Александра Фёдоровна), grande-duchesse de Russie à la suite de son mariage avec le grand-duc Nicolas en 1817, puis impératrice de Russie en 1825.

## Famille
Fille aînée et troisième enfant du roi Frédéric-Guillaume III de Prusse et de l'héroïque et populaire reine Louise, née princesse Louise de Mecklembourg-Strelitz, elle est notamment la sœur du roi Frédéric-Guillaume IV de Prusse et de Guillaume Ier, empereur allemand dont elle fut la confidente.

### Mariage et descendance

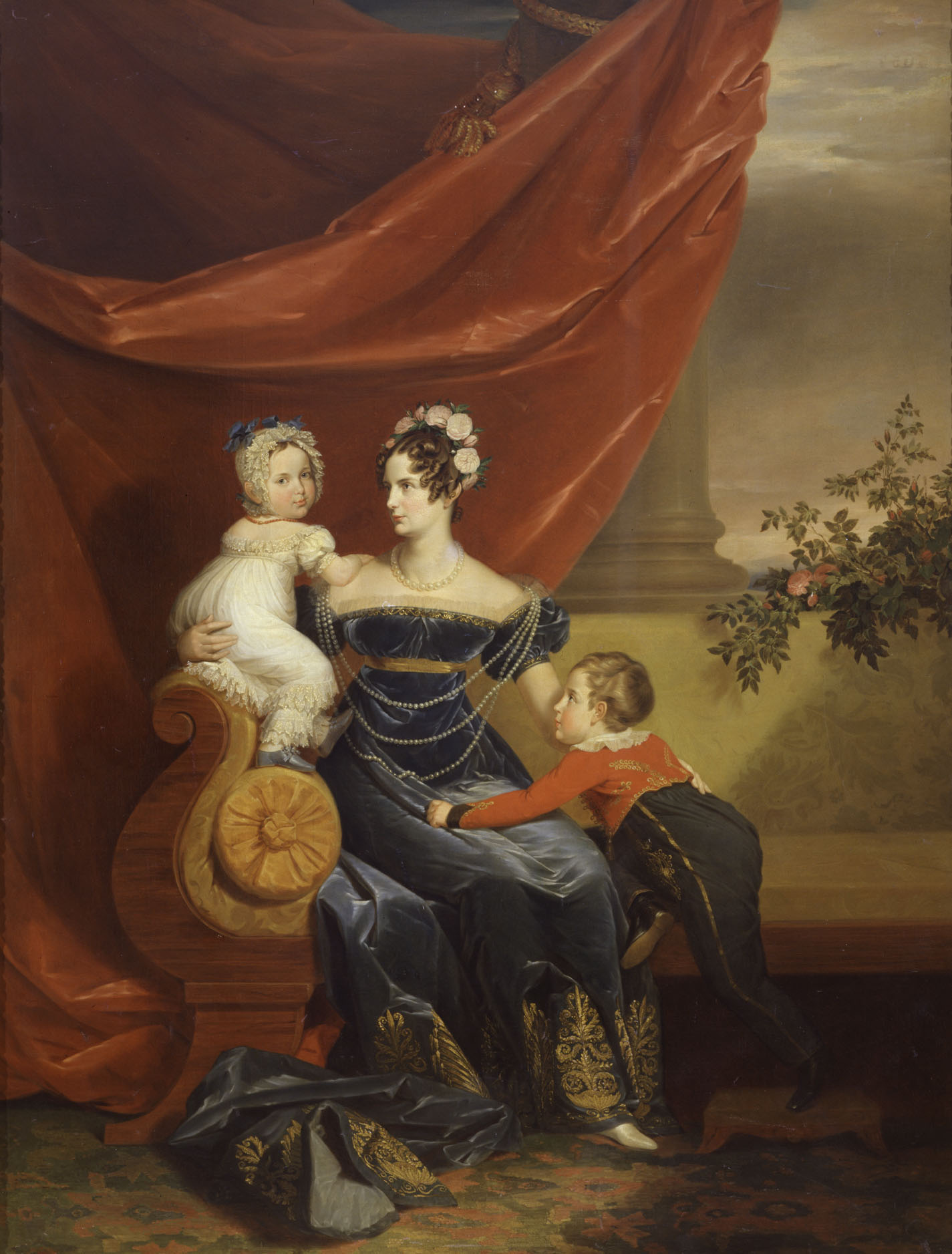
L'impératrice Alexandra Fiodorovna avec ses enfants, en 1820.

La princesse naît à une époque charnière où les monarchies européennes sont confrontées à la Révolution française. En 1796, le traité de Campoformio cède la rive gauche du Rhin à la France (dont deux des huit Électorats). Les princes spoliés trouvent des compensations en annexant les principautés ecclésiastiques telles que Salzbourg, Munster, Passau ou Wurzbourg. En 1803, sous l'égide de la France consulaire, sont créées plusieurs électorats : le prochain empereur sera à la botte de la France. En 1806, l'empereur François II du Saint-Empire dissout le Saint Empire romain germanique tandis que la France crée une « Confédération du Rhin » dont l'empereur des Français se proclame le Protecteur. Vaincu à la bataille de Iéna, la Prusse est amputée d'une partie de son territoire occidental et, comme l'Autriche, amputée du Tyrol et du Vorarlberg, est exclue de la Confédération du Rhin. 
Ses seules victoires sont les dépeçages de la Pologne en 1793 et 1795 (avec la complicité de la Russie) qui lui permettent de ne plus être un État morcelé et d'avoir accès à la mer Baltique.
Cependant, c'est en Prusse que se développe un courant patriotique. En contournant, les termes des traités que lui a arraché la France, le gouvernement prussien mène une politique subtile de résistance. À l'instar des princesses de Hesse, la reine Louise est l'héroïne de la résistance à l'envahisseur. Elle meurt prématurément en 1810 à l'âge de 34 ans.
La France est vaincue en 1814. Le congrès de Vienne redessine la carte de l'Europe et donne à la Prusse la rive gauche du Rhin et la Posnanie. Avec l'Autriche pour présidente, la sphère germanique devient une « Confédération germanique ». La Russie s'affirme comme l'arbitre de l'Europe.
Sous l'égide du tsar Alexandre Ier se constitue une Sainte-Alliance regroupant le tsar de Russie orthodoxe, le roi de Prusse protestant et l'empereur d'Autriche catholique. 
Aussi, le 13 juillet 1817, au palais d'Hiver à Saint-Pétersbourg, la princesse Charlotte de Prusse épouse le grand-duc Nicolas Pavlovitch, frère cadet du tsar Alexandre Ier (qui succède malgré-lui à son frère en 1825). Lors de sa conversion à l'orthodoxie, elle prend le nom d'Alexandra Feodorovna.
Charlotte et Nicolas eurent dix enfants :
- Alexandre (1818-1881), qui succède à son père, épouse en 1841 Marie de Hesse-Darmstadt (1824-1880) puis morganatiquement Catherine Dolgorouki (1847-1922) ;
- Marie (1819-1876) épouse en 1839 Maximilien de Leuchtenberg (1817-1852) puis en 1852 Grégoire Stroganoff (1824-1879) ;
- Fille mort-née le 22 juillet 1820 ;
- Olga (1822-1892) épouse en 1846 Charles Ier, roi de Wurtemberg (1823-1891) ;
- Fille mort-née le 23 octobre 1823 ;
- Alexandra (1825-1844) épouse en 1844 Frédéric de Hesse-Cassel (1820-1864) ;
- Élisabeth (1826-1829), morte jeune ;
- Constantin (1827-1892) épouse en 1848 Alexandra de Saxe-Altenbourg (1830-1911) ;
- Nicolas (1831-1891) épouse en 1856 Alexandra d'Oldenbourg (1838-1900) ;
- Michel (1832-1909) épouse en 1857 Cécile de Bade (1839-1891).

## Biographie

### Enfance et jeunesse
L'enfance de Charlotte de Prusse, orpheline de mère à l'âge de 12 ans, fut marquée par les Guerres napoléoniennes. Après la défaite des armées prussiennes, la famille royale prussienne, placée sous la protection d'Alexandre Ier de Russie, s'installa en Prusse-Orientale.
À l'automne 1814, la princesse Charlotte rencontra les grand-ducs Nicolas Pavlovitch et Michel Pavlovitch de Russie, fils cadets de feu le tsar Paul Ier. Dans le cadre de la Sainte Alliance voulue par le tsar Alexandre, leur frère aîné, une union fut arrangée entre les deux familles entre le grand-duc Nicolas et elle ; par bonheur, ce choix correspondait aux vœux des deux jeunes gens, dont les fiançailles durèrent deux ans.
En juin 1817, accompagnée de son frère Guillaume, la princesse Charlotte se rendit en Russie. Elle dut se convertir à l'orthodoxie et prendre le nom d'Alexandra Fiodorovna ; la cérémonie eut lieu à la chapelle du palais d'Hiver de Saint-Pétersbourg. Nicolas et elle se marièrent Le 13 juillet 1817, jour anniversaire de la fiancée.
À ce moment, Alexandre n'ayant pas d'enfant (aucun de ceux qu'il avait eus de son épouse Elisabeth n'ayant survécu), c'est le grand-duc Constantin (né en 1778), commandant en chef de l'armée du royaume de Pologne (sous tutelle russe), qui était l'héritier du trône. Mais il n'avait pas d'enfants non plus, et compte tenu de son âge, Nicolas, arrivant au second rang de la succession, pouvait envisager de monter sur le trône, quoique dans un avenir assez lointain.

### Grande-duchesse de Russie

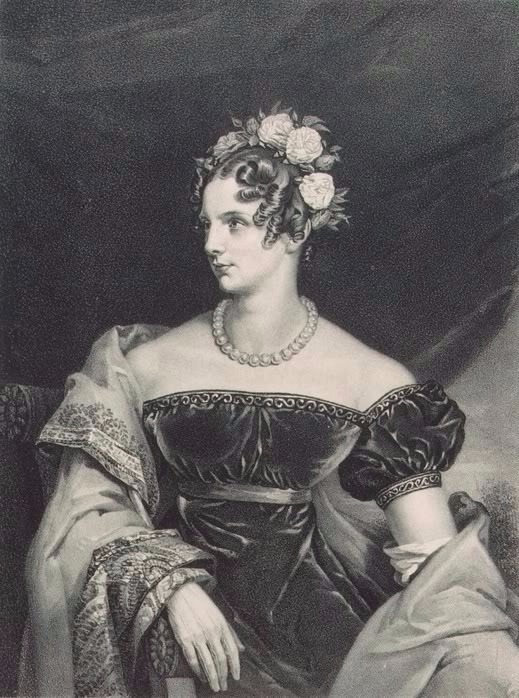
Alexandra Fiodorovna, grande-duchesse de Russie, en 1820.

Après sa conversion, la jeune grande-duchesse connut des problèmes d'adaptation à la Cour impériale. Elle se lia d'amitié avec sa belle-mère Marie Fiodorovna sœur du roi de Wurtemberg, mais n'avait pas de bons rapports avec sa belle-sœur, l'impératrice Elisabeth, princesse de Bade de vingt ans son aînée et épouse du tsar Alexandre qui voyait en elle la future mère d'un tsarévitch alors qu'elle-même n'avait pas donné d'héritier à la couronne.
Après une première grossesse difficile, Alexandra connut une phase de dépression.
Alexandra passa les premières années à apprendre la langue et les coutumes russes sous l'égide de l'écrivain Vassili Joukovski. Elle ne maîtrisa jamais vraiment le russe, d'autant que les membres de la famille impériale parlaient allemand et français et lui écrivaient des lettres en français.
La princesse et son époux vécurent huit années de grande tranquillité. En 1820, ils se rendirent à Berlin où ils devaient faire plusieurs séjours par la suite. En 1825, Alexandre Ier offrit Peterhof au grand-duc Nicolas mais exigea leur présence en Russie, mettant fin ainsi aux voyages en Allemagne.

### Impératrice

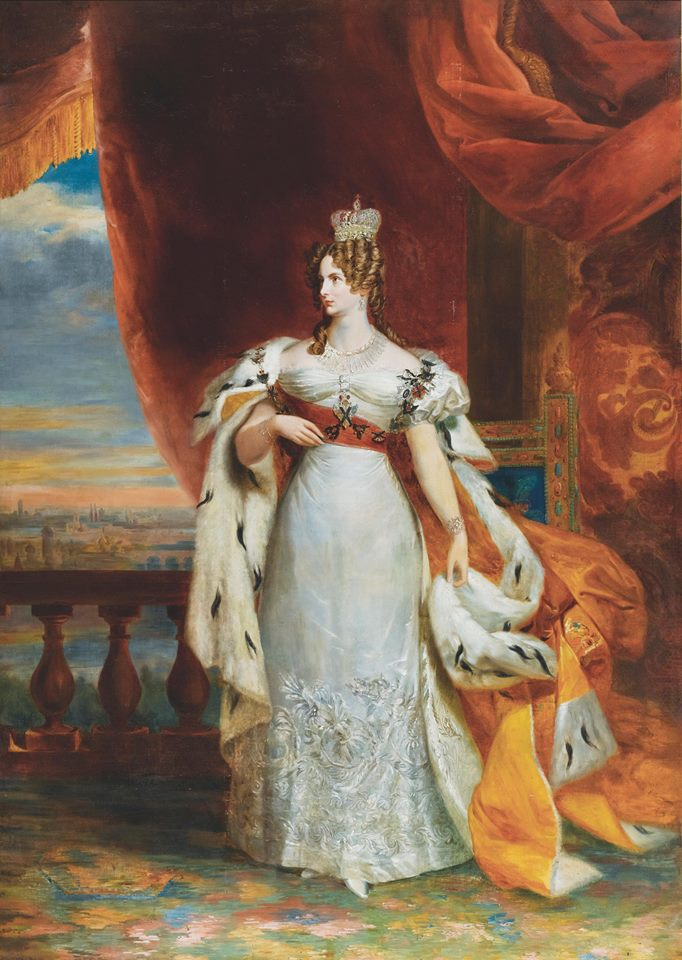
L'impératrice Alexandra Fiodorovna au couronnement de son mari, en 1826.

1825 fut aussi l'année de la mort d'Alexandre dont la succession donna lieu à un coup de théâtre : avec l'accord du tsar, le grand duc Constantin avait secrètement renoncé à ses droits pour pouvoir divorcer et épouser la femme de son choix (une aristocrate polonaise). Non sans scrupules et hésitation et ayant dû faire face à une tentative de putsch (les "Décabristes"), Nicolas devint donc le tsar Nicolas Ier de Russie et Charlotte, la tsarine Alexandra Feodorovna. Le couronnement du nouveau tsar eut lieu au Kremlin de Moscou le 22 août 1826. Il fut aussi couronné roi de Pologne en 1829 à Varsovie.
Les années passant, Nicolas Ier ne cessa d'aimer son épouse. Au cours de l'incendie du Palais d'Hiver en 1837, le tsar aurait déclaré à un aide de camp : « Tout le reste est brûlé, ne reste uniquement que les lettres de ma femme qui m'écrivait pendant nos fiançailles ». Elle est grande, majestueuse, mais un tic, contracté après les terribles événements du 14 décembre 1825 provoque un tremblement de la tête. Après plusieurs alertes cardiaques, les médecins conseillèrent à Alexandra d'éviter le surmenage et les relations sexuelles avec son époux. Après vingt-cinq ans de mariage, Nicolas prit une maîtresse, dame de compagnie de l'impératrice, Varvara Nelidova. Tracassé par les soucis d'État, le tsar trouvait tout de même refuge auprès de son épouse : « Le bonheur, la joie et le repos - c'est ce que je cherche et que je trouve auprès de ma vieille Muffy » écrivit-il un jour. En 1845, lorsque les médecins conseillèrent à l'impératrice de séjourner à Palerme pour sa santé, Nicolas pleura. S'adressant aux médecins, il leur dit : « Laissez-moi ma femme ». Ce séjour étant impératif pour la santé de l'impératrice, le tsar commença à échafauder des plans pour la rejoindre, même pour un bref séjour. Varvara Nelidova accompagnant le tsar, la tsarine éprouva quelque sentiment de jalousie au début, mais elle ne tarda pas à accepter la relation extra-conjugale de son époux. Après le décès du tsar, elle resta d'ailleurs en bons termes avec sa maîtresse.

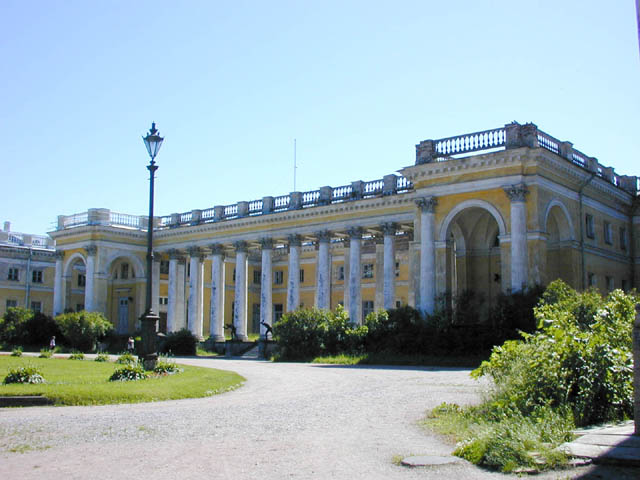
Palais Alexandre à Tsarskoïe Selo.

Alexandra Féodorovna fut toujours fragile et en mauvaise santé. À quarante ans, elle paraissait beaucoup plus vieille que son âge, maigrissant de plus en plus.
En 1837, elle choisit comme nouvelle résidence la Crimée, où Nicolas Ier lui fit construire le palais d'Oreanda. L'impératrice ne visita ce palais qu'une seule fois, car la Guerre de Crimée débuta en 1852. Vers la fin de l'année 1854, la tsarine tomba gravement malade et fut même proche de la mort, mais réussit à guérir. En 1855, Nicolas Ier contracta une grippe et mourut le 18 février 1855.
Veuve, elle se retira au Palais Alexandre à Tsarskoïe Selo. Elle resta en bon termes avec la maîtresse de son époux, Varvara Nelidova, cette dernière devenant sa lectrice.

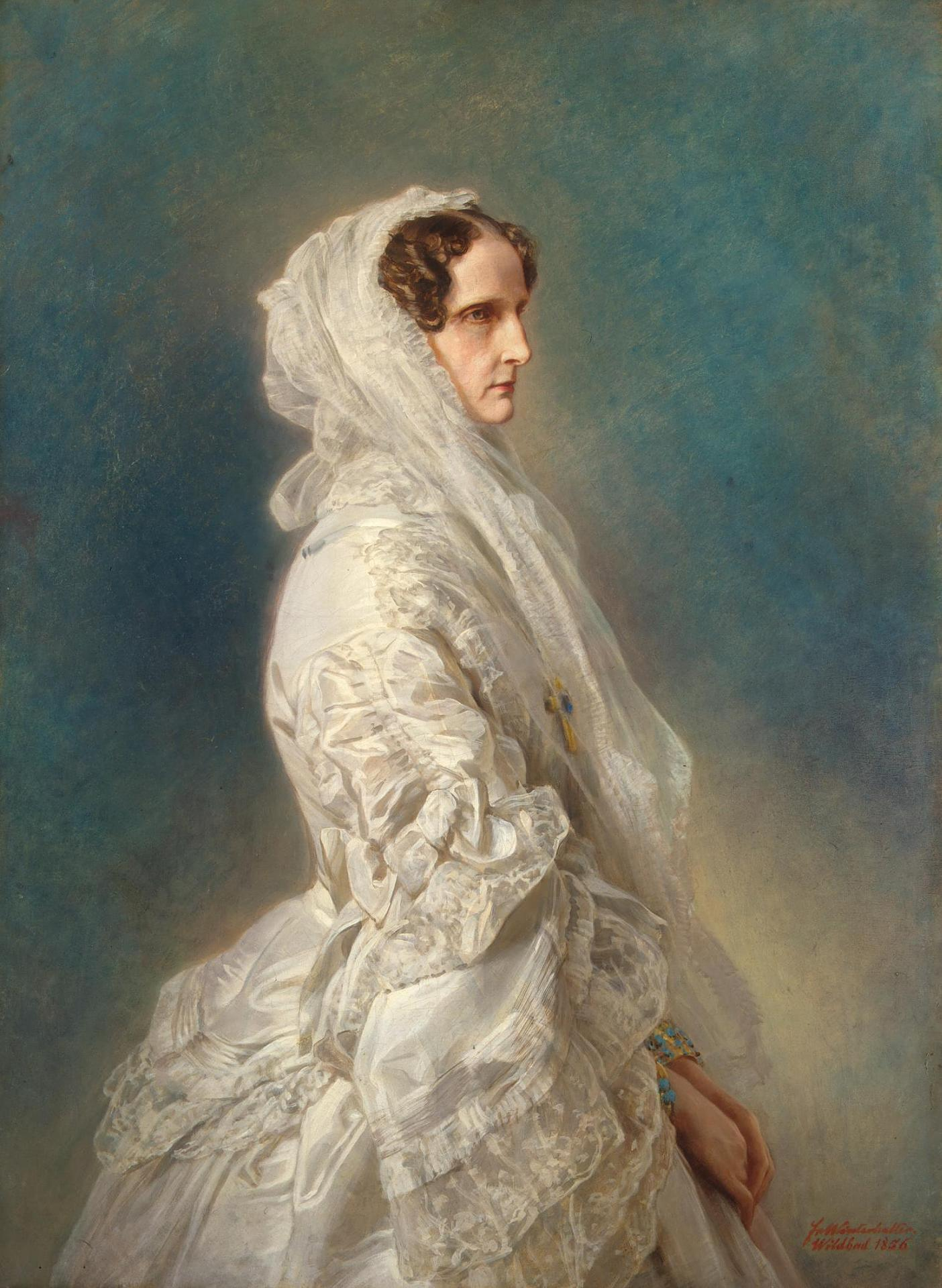
Alexandra Feodorovna impératrice de Russie par Franz Winterhalter, 1856, Saint-Pétersbourg, musée de l'Ermitage. "Détruite avant le temps, elle n'a pas d'âge, et l'on ne saurait, en la voyant, deviner ses années : elle est si faible qu'on dirait qu'elle n'a pas ce qu'il faut pour vivre: elle tombe dans le marasme, elle va s'éteindre" Custine, La Russie en 1839, 14 juillet 1839

Avec les années, la santé d'Alexandra Féodorovna se détériora. Elle fut dans l'impossibilité de supporter les durs hivers russes et fut contrainte de séjourner longtemps à l'étranger, en particulier sur la côte d'Azur. En 1860, les médecins lui conseillèrent de séjourner dans le midi sinon elle ne passerait pas l'hiver, mais elle préféra malgré tout rester à Saint-Pétersbourg : « Si la mort devait venir, que cela arrive sur le sol russe ». La nuit précédant sa mort, on l'entendit murmurer : « Niki, je viens à vous ».
L'impératrice Alexandra Feodorovna fut l'une des nombreuses têtes couronnées qui séjournèrent à Nice. Veuve, elle ne craignait pas d'y rendre visite à Joséphine Koberwein, fille naturelle de son défunt mari. Elle se lia avec Alexandre Pouchkine qui parla avec chaleur de l'impératrice dans son journal.

## Notes et références

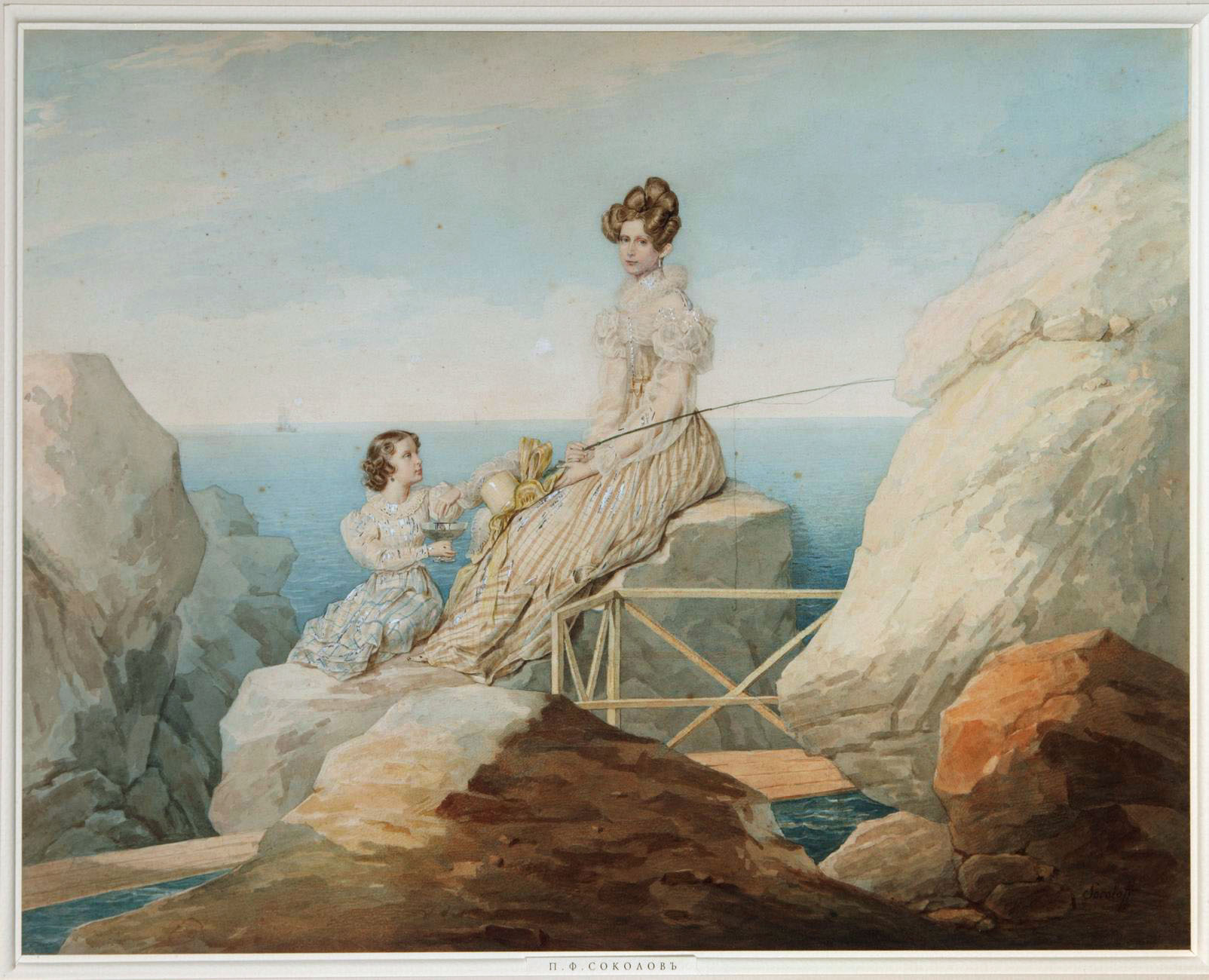
Alexandra et sa fille Marie (1829) par Piotr Sokolov.

### Vie quotidienne
L'impératrice reste tout au long de sa vie une princesse prussienne, préférant s'exprimer en allemand, plutôt qu'en français ou en russe à la cour, ayant eu un mauvais souvenir des guerres napoléoniennes. Elle lit rarement des auteurs français et souvent une lectrice lit à haute voix à la famille impériale une tragédie de Schiller ou de Goethe. Les repas intimes sont servis dans une salle à manger aux fresques pompéiennes, où ne sont invités que de rares intimes, le plus souvent Benckendorff, le prince Orlov, le général prince Volkonski, ministre de la cour, ou le baron von Meyendorff. Personne ne fume après le dîner, l'empereur détestant l'odeur du tabac. Pendant le grand carême, les repas sont frugaux et l'on ne sert que du poisson et des légumes.
Pendant la Saison qui a lieu en hiver, l'empereur et sa femme se rendent parfois à des bals de l'aristocratie pétersbourgoise, ou à des réceptions d'ambassades. Ils vont aussi à l'opéra italien ou au théâtre français. La Saison du printemps est réservée à des bals, et la cour reçoit tous les lundis au palais Anitchkov dans le salon blanc. Plus tard, l'impératrice se rend de plus en plus en voyage pour soigner sa santé.

### Mort et funérailles

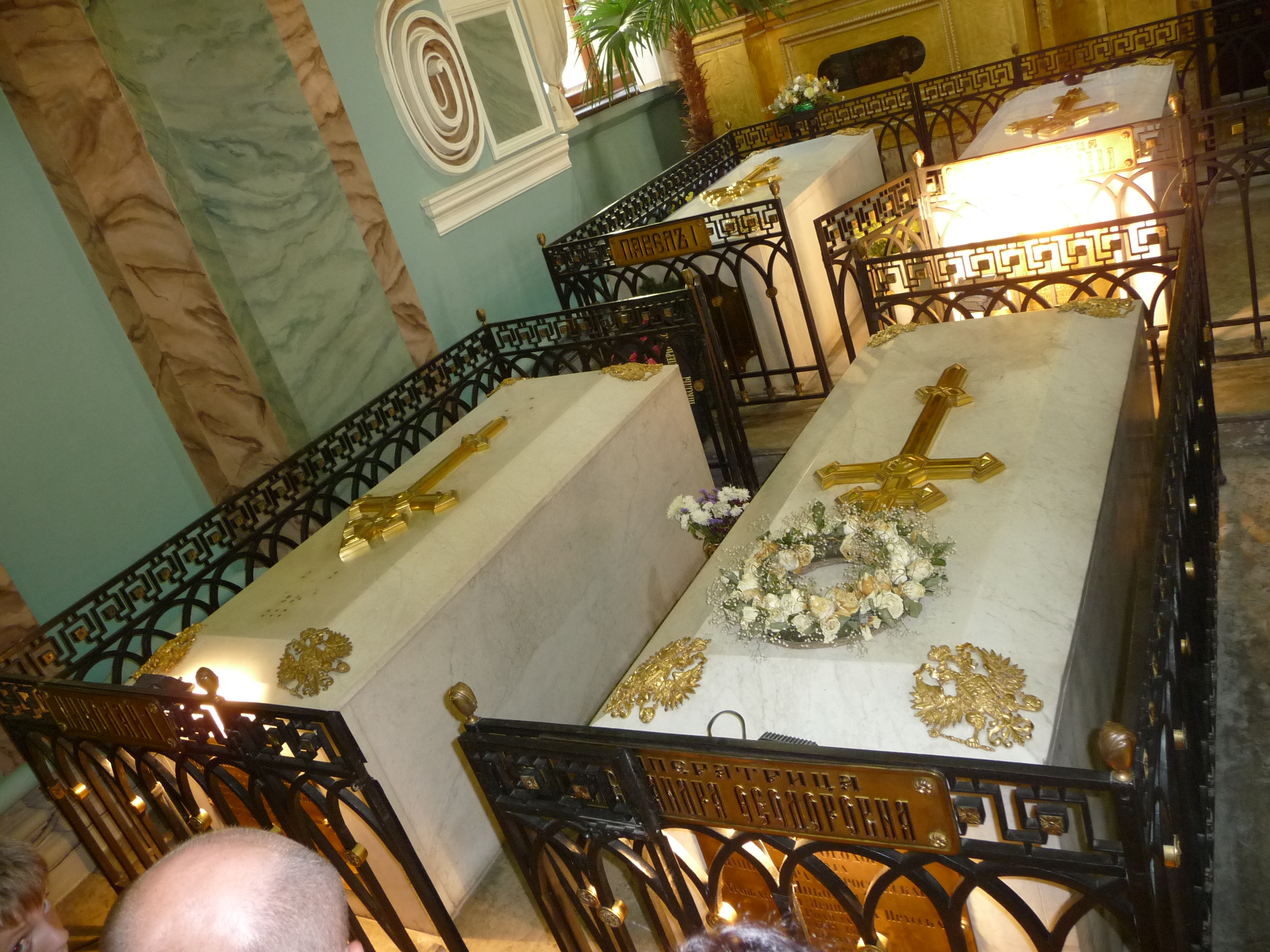
Au premier plan, à gauche se trouve le tombeau de Nicolas Ier de Russie et à droite le tombeau de son épouse Charlotte de Prusse (Alexandra Fiodorovna) (le tombeau sur lequel fut déposée une couronne de fleurs blanches).

Alexandra Féodorovna, maigre et tuberculeuse, décéda pendant son sommeil le 1er novembre 1860 au Palais Alexandre à Tsarskoïe Selo, âgée de 62 ans. Elle fut inhumée près de son époux dans la cathédrale Saints-Pierre-et-Paul de Saint-Pétersbourg.